# Эббот (САУ)
«Эббот» (англ. Abbot — «аббат»), L109 — британская самоходная артиллерийская установка (САУ) класса самоходных гаубиц. По внутренней сквозной системе обозначений британской бронетехники имела индекс FV433.
Создана в 1958—1960 годах для замены САУ «Секстон» периода Второй мировой войны на базе универсального шасси FV430.
«Эббот» серийно производился с 1964 по 1967 год и был основной британской САУ в 1960-е годы. С 1970-х годов он был частично вытеснен более мощными САУ M109, но оставался на вооружении Британской армии до середины 1990-х годов, прежде чем быть окончательно снятым с вооружения в 1995 году. Несколько десятков «Эбботов», в упрощённом и удешевлённом варианте, были проданы Индии, где они, по состоянию на 2007 год, выведены из боевых частей, но всё ещё остаются на хранении.

## Конструкция

### Броневой корпус и башня
Броневой корпус машины полностью закрытый, башня вращающаяся. Боевое отделение расположено в кормовой части корпуса, силовое — в передней, а отделение управления — спереди справа.

### Вооружение
Основным вооружением САУ является 105-мм орудие X24, смонтированное в башне. Ствол пушки снабжён двухкамерным дульным тормозом и эжекционным устройством. Противооткатные устройства — гидропружинные концентрические. Для облегчения заряжания используется электромеханический досылатель.
В качестве вспомогательного вооружения на САУ установлен 7,62-мм пулемёт, из которого командир может вести огонь по наземным и воздушным целям.
Боекомплект составляет 50 штук 105-мм снарядов.

### Средства связи
САУ была оснащена радиостанцией (первоначально, модели B48, впоследствии — Clansman UK/PRC 352).

## Интересные факты
По крайней мере один экземпляр САУ «Эббот» с выведенным из строя орудием и перекрашенный в розовый цвет находится в частном владении у комика Роса Ноубла. Этот экземпляр участвовал в Pride Parade в Лондоне 2 июля 2005.
В 2015 САУ участвовала в пикете у здания Би-би-си в поддержку Джереми Кларксона, ведущего телепередачи Top Gear.